# Онищук Василь Онисимович
Онищук Василь Онисимович (26 лютого 1919 с. Жабокрич Крижопільський район Вінницька область — †29 листопада 1989 Київ) — український педагог, фахівець галузі дидактики, викладач педагогіки, психології, географії Бершадського педагогічного училища (1946—1955), завідувач відділу дидактики Науково-дослідного інституту педагогіки УРСР (1970—1982), лауреата премії ім. Н. К. Крупської, Державної премії УРСР в галузі науки і техніки.

## Життєпис
Василь Онищук народився 26 лютого 1919 року в селі Жабокрич Крижопільського району Вінницької області в селянській родині. З 1927 по 1934 роки навчався в семирічній школі, по закінченні якої працював у місцевому колгоспі. У 1935 році вступив до Одеського консервного технікуму. Після II курсу перейшов на IV курс вечірнього робітфаку при Одеському університеті. Закінчивши робітфак (1938), вступив на географічний факультет Одеського університету.
Війна перервала навчання, i юнак добровільно попросився на фронт. Уже восени 1941 року брав участь в обороні Криму. У бою був тяжко поранений i опинився у ворожому тилу. Після часткового одужання за допомоги місцевих жителів В. О. Онищук пробрався до рідного села, де жила його мати. Ця територія була окупована румунами. Місцева влада призначила Василя Онисимовича вчителем математики. Але певний час він був без роботи, бо школа не працювала. А в 1942—1943 pp. кілька місяців викладав математику в початковій школі. Перебуваючи на окупованій території, брав участь у роботі підпільної комсомольської організації.
Після звільнення окупованої території радянськими військами в 1944 році районна влада залишила Василя Онищука у районі й призначила його директором семирічної школи. Це було зроблено з метою відновлення і налагодження роботи навчального закладу. Коли школа запрацювала, Василя Онищука призвали в армію. У 1944—1945 роках він брав участь у боях (Румунія, Польща, Німеччина, Чехословаччина) як розвідник-артилерист 1322-го винищувально-артилерійського полку.
У жовтні 1945 року Василь Онисимович був демобілізований, повернувся до Одеського університету, який закінчив у червні 1946 році. Отримав призначення в Бершадське педагогічне училище, де працював до 1955 року. В училищі викладав педагогіку, психологію, географію і методику географії, керував педагогічною практикою студентів.
У лютому 1955 році Василь Онищук був переведений на посаду завідувача кабінету історії Вінницького обласного інституту вдосконалення вчителів. Від серпня 1955 до березня 1959 році працював завучем Плисківської середньої школи у Вінницькій області. У 1957—1958 роках водночас з основною роботою Василь Онисимович навчався в річній аспірантурі інституту методів навчання АПН РРФСР (м. Москва). В грудні 1958 року захистив кандидатську дисертацію. За конкурсом його було обрано на посаду старшого наукового співробітника відділу дидактики Науково-дослідного інституту педагогіки УРСР.
30 грудня 1965 року Василь Онищук за результатами конкурсу обійняв посаду завідувача сектора дидактики Науково-дослідного інституту педагогіки, а з 15 жовтня 1970 року — завідувача відділу дидактики, де й працював до липня 1982 року.
Наукові інтереси Василя Онисимовича зосереджувались у галузі дидактики. Він досліджував зміст i структуру засвоєння учнями знань, формування навичок i вмінь, шляхи підвищення якості знань та ефективності процесу навчання; типологію, структуру и методику уроку тощо. Праці вченого про методи дидактичних досліджень сприяли розширенню наукових розвідок, що спиралися на експеримент.
Учений брав активну участь i в громадському житті. Багато років керував республіканською секцією дидактики Українського педагогічного товариства.
Під час роботи в Науково-дослідному інституті педагогіки Василь Онищук керував науковими дослідженнями молодих науковців і підготував 12 аспірантів, які успішно захистили кандидатські дисертації.
Василь Онищук працював до останнього подиху життя, прагнув захистити докторську дисертацію. Але не встиг, помер від інфаркту 29 листопада 1989 року.

## Доробок
Василь Онищук опублікував близько 20 книжок для вчителів. Деякі з них перекладено литовською, латвійською, молдавською, польською та вірменською мовами. Серед них:
- «Проведення дидактичного експерименту» (1960)
- «Дидактичні умови усвідомлення учнями навчального матеріалу (V—VIII класи)» (1964),
- «Вправи учнів на уроках» (1966),
- «Шлях до глибоких знань. Суть i закономірності процесу засвоєння знань» (1969),
- «Узагальнення i систематизація знань учнів (IV—VIII класи)» (1970),
- «Типы, структура и методика урока в школе» (1973, 1976),
- «Синтез знань у процесі навчання» (1976)
- «Активізація навчання старшокласників» (1978),
- «Організація навчання в умовах кабінетної системи» (1980),
- «Урок в современной школе» (1981),
- «Уроки природознавства в 2 і 3 класах трирічної початкової школи» (1986) та ін.

Biн створив підручник «Природоведение-3», який витримав 15 видань (1968—1987). Учений написав два розділа до підручника «Педагогіка» для студентів педінститутів та університетів, який вийшов у 1986 р. за редакцією М. Д. Ярмаченка. Перу Василя Онисимовича належить більш як 60 наукових статей у різних збірниках, журналах та газетах.

## Нагороди та премії
Василь Онищук неодноразово відзначався грамотами Міністерства освіти України, Педагогічного товариства. У 1976 році нагороджений знаком «Відмінник народної освіти», медаллю А. С. Макаренка.
За монографія «Типы, структура и методика урока в школе» (1973, 1976) у 1980 році удостоєна премії Н. К. Крупської Президії АПН СРСР, а підручник «Природознавство для 2-х i 3-х класів трирічної початкової школи» (1981, 1985), написаний у співавторстві з Л. К. Нарочною, у 1985 році відзначений Державною премією УРСР в галузі науки і техніки.